# Valaróma
Valaróma es el nombre del cuerno de Oromë que forma parte del legendarium creado por el escritor británico J. R. R. Tolkien y que aparece en su novela póstuma El Silmarillion.

## Etimología
Viene del quenya (vala) y la raíz rom- (sonido de un cuerno o trompeta).

## Descripción
Tolkien describe a Valaróma en El Silmarillion así:

El gran cuerno que lleva consigo se llama Valaróma, y el sonido de este cuerno es como el ascenso del sol envuelto en una luz escarlata o el rayo que atraviesa las nubes.
J. R. R. Tolkien El Silmarillion

También se dice que su cuerno se oye por encima de entre el resto, así como que cuando suena, los elfos se sienten seguros al saber que no hay criaturas malignas acechando pues los enemigos, incluso el propio Melkor, entran en pavor anticipando la llegada de su propietario.